# 52558 Pigafetta
52558 Pigafetta este o planetă minoră (asteroid), cu un diametru de 3,559 km, din centura de asteroizi. A fost descoperită pe 27 martie 1997 la Colleverde⁠(d) de Vincenzo Silvano Casulli⁠(d). 
Obiectul prezintă o orbită caracterizată de o semiaxă mare de 2,2833023714451 UAi, o excentricitate de 0,11, o înclinație de 3,9 ° în raport cu ecliptica.